# Féminisme libéral

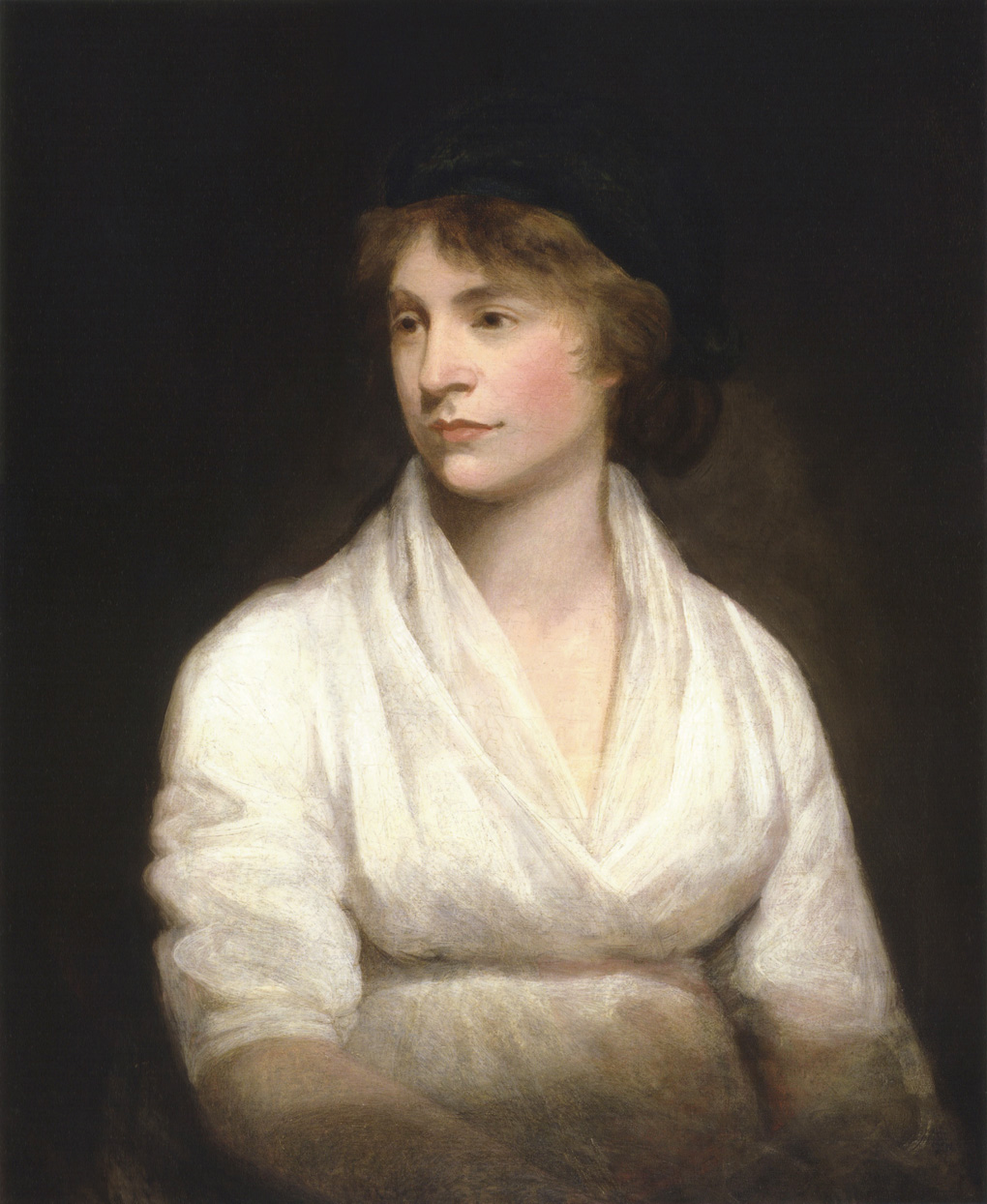
Mary Wollstonecraft, figure du féminisme libéral, peinte vers 1797 par John Opie.

Le féminisme libéral est une catégorie du féminisme définie en premier lieu par la volonté d'atteindre l'égalité des sexes par des réformes politiques et légales. C'est un féminisme de l'égalité des droits, et plutôt universaliste dans la façon dont il revendique l'égalité.

## Philosophie
La définition du féminisme libéral tel que théorisé au dix-huitième siècle, en même temps que le libéralisme politique, se fonde sur l’idée, répandue à l’époque, que l’égalité légale et civique, qui fonde le libéralisme politique, est la condition suffisante à l’égalité des sexes.
Il s'agit d'abord d'un mouvement britannique incarné par Mary Wollstonecraft ou John Stuart et Harriet Taylor Mill, qui se diffuse en France à la faveur du siècle des Lumières, s'oppose plus tard au féminisme socialiste, d'inspiration marxiste et au féminisme libertaire et anarchiste dans la mesure. Il est prédominant dans le mouvement des suffragettes françaises ou britanniques, dans la lutte pour les droits politiques et civiques des femmes, notamment de vote et d'éligibilité, mettant en un sens l'accent sur la sphère publique plus que privée.
Le féminisme libéral a longtemps été forme de féminisme dominante, à la fois en raison de antériorité et parce qu'elle plus facilement acceptable,

### Critiques
Le féminisme libéral est critiqué comme étant le fait d'une petite catégorie de femmes privilégiées, souvent blanches, qui cherchent l'égalité avec les hommes de même milieu qu'elles, sans se préocupper du sort des femmes plus précaires, dont elles utilisent parfois les services de ménage pendant qu'elles mènent à bien leur propre carrière. Par exemple, il met l'accent sur la nécessité d'égalité salariale et jamais de revalorisation des emplois faiblement rémunérés.
Pour Alison Jaggar (en), « [le féminisme libéral] accepte l’idéal libéral d’une société qui maximise l’autonomie individuelle et dans laquelle tous les individus ont les mêmes chances pour poursuivre leurs propres intérêts, tels qu’ils les perçoivent ».